# Stewart Strait
Stewart Strait är ett sund i Sydgeorgien och Sydsandwichöarna (Storbritannien). Det ligger i den nordvästra delen av Sydgeorgien och Sydsandwichöarna.